# David Wain
David Benjamin Wain (nascut l'1 d'agost de 1969) és un còmic, escriptor, actor i director estatunidenc. Ha coescrit i dirigit sis llargmetratges, entre ells Wet Hot American Summer (2001), Mal exemple (2008), Wanderlust (2012) i They Came Together (2014). També ha estat creador, productor, escriptor i director en diverses sèries de televisió, com ara Wet Hot American Summer: Ten Years Later, Wet Hot American Summer: First Day of Camp, Childrens Hospital i Medical Police. Ha tingut petits papers a la majoria de pel·lícules i sèries de televisió que ha produït o dirigit. Wain va tenir un paper de veu protagonista com The Warden a la sèrie animada Adult Swim del 2008–2014 Superjail!, i ha proporcionat les veus de Courtney Wheeler i Grover Fischoeder a Bob Esponja des del 2012.

## Primers anys
Wain va néixer en una família de jueus estatunidencs a Shaker Heights (Ohio), fill de Nina (née Saul) i Norman Wain. Quan era jove, Wain va anar a un campament d'estiu a Canaan (Maine), en el qual es basa vagament Wet Hot American Summer.

## Carrera
El 1988 mentre assistia a la escola de cinema NYU , Wain es va convertir en un membre fundador del grup de comèdia d'esketches The New Group. Aquest grup es va conèixer més tard com a The State, i el 1993 ell i els seus companys van crear i protagonitzar The State, un programa de sketch que va durar 26 episodis a MTV. Wain i Michael Patrick Jann van dirigir la majoria dels esquetxos de l'espectacle.
El 1997, Wain, Michael Ian Black i Michael Showalter van formar el trio de comèdia Stella.
El primer llargmetratge de Wain, Wet Hot American Summer (2001), va ser una comèdia de campaments d'estiu absurda protagonitzada per Janeane Garofalo, David Hyde Pierce, Molly Shannon, Paul Rudd, Christopher Meloni, Bradley Cooper, Amy Poehler, Ken Marino i Elizabeth Banks. Wain va dirigir la pel·lícula, i la va coescriure i coproduir amb Showalter, que també interpreta un paper principal.
El seu segon llargmetratge The Ten, protagonitzat per Winona Ryder i Paul Rudd (i un gran repartiment d'actors coneguts), va tenir un curta carrera en sales i es va estrenar en DVD el 15 de gener de 2008.
El tercer llargmetratge de Wain, Mal exemple, protagonitzat per Paul Rudd, Seann William Scott, Christopher Mintz-Plasse, Jane Lynch i Elizabeth Banks, va ser la seva primera pel·lícula àmpliament estrenada als cinemes el 7 de novembre de 2008. Va rebre ressenyes positives tant de la crítica com dels fans, a més de guanyar 19 milions de dòlars el cap de setmana d'obertura.

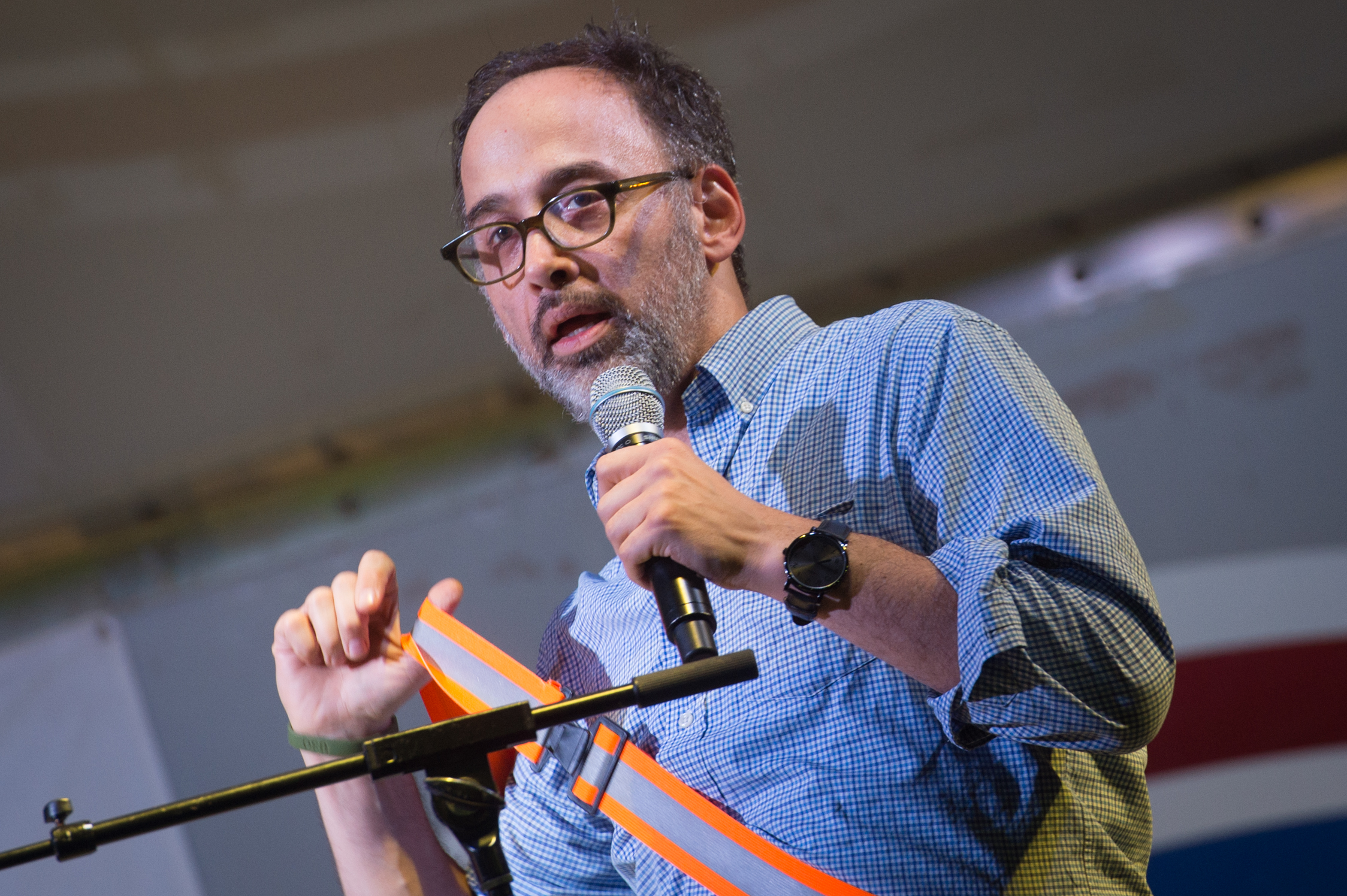
Wain actuant en una gira de la USO el 2015

Com a terç de la Troupe de Comèdia Stella, Wain ha presentat conjuntament l'espectacle de clubs nocturns a la ciutat de Nova York, ha fet una gira pels Estats Units i ha fet una sèrie de curtmetratges amb el grup i, finalment, ajudarà a crear una sèrie el 2005 a Comedy Central basada en les seves actuacions.
El seu cinquè llargmetratge, la paròdia romàntica They Came Together, es va estrenar el juny de 2014. El repartiment inclou Paul Rudd, Amy Poehler, Ed Helms, Cobie Smulders, Max Greenfield i Christopher Meloni. Wain i Showalter van coescriure la preqüela de vuit capítols de Netflix Wet Hot American Summer: First Day of Camp basada en la pel·lícula del 2001 amb gairebé tot el repartiment de la pel·lícula original. La sèrie es va estrenar el 31 de juliol de 2015 i va tenir més bona acollida per la crítica. Va tornar per coescriure i dirigir una altra seqüela de Netflix Wet Hot American Summer: Ten Years Later, que es va estrenar el 2017.
El 2018 Wain va dirigir A Futile and Stupid Gesture, un llargmetratge Biografia del fundador de National Lampoon Doug Kenney, protagonitzada per Will Forte, Domhnall Gleeson i Joel McHale.

## Vida personal
Wain viu a Los Angeles. Té dos fills i està divorciat de Zandy Hartig, actriu i productora

## Filmografia
| No estrenat encara | representa treballs que no s'han estrenat |

### Cinema
| Any  | Títol                       | Director | Guionista | Productor    | Notes                      |
| ---- | --------------------------- | -------- | --------- | ------------ | -------------------------- |
| 1992 | Aisle Six                   | Sí       | Sí        | Sí           | Curtmetratge; també editor |
| 2001 | Wet Hot American Summer     | Sí       | Sí        | Co-productor |                            |
| 2007 | The Ten                     | Sí       | Sí        | Sí           |                            |
| 2008 | Mal exemple                 | Sí       | Sí        |              |                            |
| 2012 | Wanderlust                  | Sí       | Sí        | Sí           |                            |
| 2014 | They Came Together          | Sí       | Sí        | Executiu     |                            |
| 2018 | A Futile and Stupid Gesture | Sí       |           | Executiu     |                            |

Papers d'actuació
| Any  | Títol                       | Paper                           | Notes             |
| ---- | --------------------------- | ------------------------------- | ----------------- |
| 2000 | Més que amics               | Steve Posner                    |                   |
| 2000 | Bamboozled                  | Bunning                         |                   |
| 2001 | Wet Hot American Summer     | Paco                            |                   |
| 2003 | The Third Date              | Ralph                           | Curtmetratge      |
| 2004 | Along Came Polly            | Fotògraf de noces               | No acreditat      |
| 2005 | The Baxter                  | Louis Lewis                     |                   |
| 2006 | Delirious                   | Byron                           |                   |
| 2007 | The Ten                     | Abe Grossman / Veus de dibuixos |                   |
| 2007 | Reno 911!: Miami            | Breen the Plumber               |                   |
| 2007 | Puberty: The Movie          | Principal Kirkpatrick           |                   |
| 2008 | The Guitar                  | Home al telèfon                 |                   |
| 2008 | Mal exemple                 | Chevron Baine                   |                   |
| 2009 | I Love You, Man             | Fotògraf de noces               |                   |
| 2012 | Sleepwalk with Me           | Pete                            |                   |
| 2012 | Thanks for Sharing          | Addict #2                       |                   |
| 2013 | Hell Baby                   | Dr. Marsden                     |                   |
| 2013 | She Said, She Said          | Mediador                        | Curtmetratge      |
| 2014 | They Came Together          | Keith                           |                   |
| 2016 | Brother Nature              | Oncle Mel                       |                   |
| 2017 | Fun Mom Dinner              | Wayne                           |                   |
| 2018 | My Dead Dad's Porno Tapes   | Narrador                        | Documentary short |
| 2018 | A Futile and Stupid Gesture | Interviewer                     |                   |
| 2018 | Under the Eiffel Tower      | Frank                           |                   |
| 2018 | Dog Days                    | Wacky Wayne                     |                   |
| 2022 | Kimi                        | Angela's Dentist                |                   |
| 2022 | The Bob's Burgers Movie     | Grover Fischoeder (veu)         | Paper de veu      |

### Televisió
| Any       | Títol                                              | Director | Guionista | Productor | Notes                                           |
| --------- | -------------------------------------------------- | -------- | --------- | --------- | ----------------------------------------------- |
| 1992–1993 | You Wrote It, You Watch It                         | Sí       | Sí        |           |                                                 |
| 1993–1995 | The State                                          | Sí       | Sí        |           |                                                 |
| 1995      | The State's 43rd Annual All-Star Halloween Special | Sí       | Sí        |           | TV special                                      |
| 1997      | Apartment 2F                                       | Sí       | Sí        |           |                                                 |
| 1999      | Random Play                                        |          | Sí        |           |                                                 |
| 2000      | Strangers with Candy                               |          | Sí        |           | Episodi: "The Blank Page"                       |
| 2000–2001 | Mad TV                                             |          | Sí        |           |                                                 |
| 2000–2002 | Sheep in the Big City                              |          | Sí        |           | 3 episodis                                      |
| 2005      | Stella                                             | Sí       | Sí        | Executiu  |                                                 |
| 2007–2011 | Wainy Days                                         | Sí       | Sí        | Sí        | Va dirigir 20 episodis                          |
| 2008–2016 | Childrens Hospital                                 | Sí       | Sí        | Executiu  | També desenvolupador; Va dirigir 12 episodis    |
| 2010      | Party Down                                         | Sí       |           |           | episodi: "Not on Your Wife Opening Night"       |
| 2013–2015 | Newsreaders                                        | Sí       |           | Executiu  | També creador; Dirigeix segment "Sitcom Family" |
| 2014      | A to Z                                             | Sí       |           |           | episodi: "F Is for Fight, Fight, Fight!"        |
| 2015      | Wet Hot American Summer: First Day of Camp         | Sí       | Sí        | Executiu  | També creador                                   |
| 2017      | Wet Hot American Summer: Ten Years Later           | Sí       | Sí        | Executiu  | També creador                                   |
| 2020      | Medical Police                                     | Sí       | Sí        | Executiu  | També creador; Dirigeix 5 episodis              |
| 2023      | Miracle Workers                                    | Sí       | No        | No        | Dirigeix 2 episodis                             |

Paper d’actuació
| Any        | Títol                                              | Paper                                                   | Notes                                        |
| ---------- | -------------------------------------------------- | ------------------------------------------------------- | -------------------------------------------- |
| 1992–1993  | You Wrote It, You Watch It                         | Diversos personatges                                    |                                              |
| 1993–1995  | The State                                          | Diversos personatges                                    |                                              |
| 1995       | The State's 43rd Annual All-Star Halloween Special | Diversos personatges                                    | TV special                                   |
| 1997       | Apartment 2F                                       | David                                                   | Segment: "Finishing the Novel"               |
| 1999       | Random Play                                        | Diversos personatges                                    |                                              |
| 2000–2002  | Sheep in the Big City                              | Stu (veu)                                               | episodi: "Belle of the Baaah"                |
| 2003       | Crank Yankers                                      | Al Foster #1 / David                                    | 2 episodis                                   |
| 2003, 2008 | Reno 911!                                          | Sam / Sensual Masseuse                                  | 2 episodis                                   |
| 2004       | Cheap Seats without Ron Parker                     | Brian Lewis                                             | episodi: "High-School Cheerleading"          |
| 2005       | Stella                                             | David                                                   | 10 episodis                                  |
| 2006       | Entourage                                          | Agent                                                   | episodi: "Three's Company"                   |
| 2007–2011  | Wainy Days                                         | David                                                   |                                              |
| 2007–2014  | Superjail!                                         | The Warden (veu)                                        |                                              |
| 2008–2016  | Childrens Hospital                                 | Rabbi Jewy McJewJew / ell mateix / Diversos personatges |                                              |
| 2009       | Tim and Eric Awesome Show, Great Job!              | Shell Dante                                             | episodi: "Hair"                              |
| 2012       | New Girl                                           | Participant en carrera d’homes                          | episodi: "Secrets"                           |
| 2012       | Comedy Bang! Bang!                                 | Gordon Thatchet                                         | episodi: "Elizabeth Banks Wears a Red Dress" |
| 2012–2021  | Bob's Burgers                                      | Courtney / Grover Fischoeder (veu)                      | 12 episodis                                  |
| 2013       | Burning Love                                       | Reg Durjmah                                             | episodi: "Dancing!"                          |
| 2013       | The Greatest Event in Television History           | Bell Taint                                              | episodi: "Hart to Hart"                      |
| 2013       | Key & Peele                                        | Persona a People Park #6                                | episodi: "#3.13"                             |
| 2013–2015  | Newsreaders                                        | Jim Davidson                                            |                                              |
| 2014       | Married                                            | David                                                   | episodi: "Waffles & Pizza"                   |
| 2015       | Broad City                                         | Maureen's Ex                                            | episodi: "Coat Check"                        |
| 2015       | Weird Loners                                       | Howard                                                  | 2 episodis                                   |
| 2015       | Last Week Tonight with John Oliver                 | Maternity                                               | episodi: "Paid Family Leave"                 |
| 2015       | Wet Hot American Summer: First Day of Camp         | Yaron                                                   |                                              |
| 2015–2018  | Another Period                                     | Albert Downsy Jr.                                       | 14 episodis                                  |
| 2016       | Younger                                            | Hugh Shirley                                            | 2 episodis                                   |
| 2016–2019  | Drunk History                                      | Thomas Jefferson / Juli Cèsar                           | 2 episodis                                   |
| 2017       | Fresh Off the Boat                                 | Reggie                                                  | episodi: "Living with Eddie"                 |
| 2017       | Wet Hot American Summer: Ten Years Later           | Yaron / Bill Clinton                                    |                                              |
| 2018       | Portlandia                                         | Brad                                                    | episodi: "Open Relationship"                 |
| 2018       | Crazy Ex-Girlfriend                                | Dr. Pratt                                               | episodi: "Nathaniel Is Irrelevant"           |
| 2018–2019  | Teachers                                           | Pastor Ted                                              | 3 episodis                                   |
| 2019       | Tuca & Bertie                                      | (veu)                                                   | 2 episodis                                   |
| 2019–2020  | Superstore                                         | Dan                                                     | 3 episodis                                   |
| 2020       | American Dad!                                      | Mailroom Guy (veu)                                      | episodi: "Businessly Brunette"               |
| 2021       | Big City Greens                                    | Ronald Featherman (veu)                                 | episodi: "Winter Greens"                     |
| 2022       | Murderville                                        | Magic Melvin                                            | episodi: "The Magician's Assistant"          |